# František Ondříček

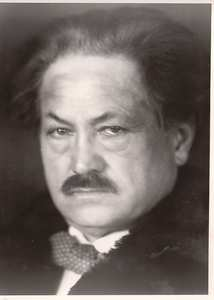
František Ondříček.

František Ondříček, född 29 april 1859 i Prag i Böhmen i Kejsardömet Österrike, död 12 april 1922 i Milano, var en tjeckisk violinist. Han var son till Jan Ondříček och bror till Emanuel och Stanislav Ondříček. Även fadern och bröderna var violinister. 
Ondříček var elev av Prags musikkonservatorium och Joseph Massart i Paris. Han vann från 1881 rykte som virtuos på konsertresor i Europa (Sverige 1891), USA och Orienten och komponerade konsertstycken för violin och böhmiska danser. Han var bosatt i Wien som kejserlig kammarvirtuos och utgav 1908 tillsammans med Siegfried Mittelmann Neue Methode zur Erlernung der Meistertechnik des Violinspiels auf anatomisch-physiologischer Grundlage (två band, 1909).